# Petrus av Skänninge
Petrus av Skänninge eller Petrus Olavi, (ofta i texterna kallad Petrus Confessor eller Petrus Dominus för att skilja honom från Petrus av Alvastra) död 16 september 1378, var en svensk präst, författare och översättare. Han var  Heliga Birgittas biktfader.

## Biografi
Om Petrus ungdomsår kommer uppgifterna främst från den biografi som författades 1426-1427 av Ulf Birgersson, troligen främst tänkt som material i en tänkt kanonisering av Petrus. Möjligen baserar sig dock beskrivningen på äldre texter, bland annat skrivs då Petrus utanför Rom ensam besegrade en rövarskara om överföll honom: Hela vårt sällskap gladde sig över hans seger, vilket skulle kunna antyda att delar av biografin baseras på material författat av någon ur Birgittas krets i Rom. Enligt biografin utmärkte han sig redan som barn för sitt heliga liv. Det berättas exempelvis om ett tillfälle då han mötte en fattig sjuk man. Som vanligt kunde Petrus inte bara gå förbi utan inbjöd istället den skröpliga mannen att följa efter honom till hans föräldrar så att han där skulle få äta sig mätt. När Petrus närmade sig sitt hus i Skänninge, vände han sig om för att se om den fattige hann med. Denne visade sig nu bara ha varit förklädd och hade nu omvandlats till satans gestalt och blivit högre än de högsta husen i Skänninge. Petrus fick springa allt vad han kunde och klarade sig genom att lura satan att falla från en bro ner i en å.
Han skall redan som ung ha ödmjukhet ha övertagit förståndarskapet för helgeandshuset i Skänninge. Biografin talar även om ett flertal pilgrimsresor, bland annat till Aachen. Av hans latinkunskaper att döma måste dock Petrus ha bedrivit högre studier, om dessa nämner dock inte biografin någonting. Birgitta skall ha hört talas om hans insatser, och inför sin pilgrimsresa till Rom antagit honom som sin biktfader. Om tiden i Rom berättas att han någon gång fallit från en hög höjd vid Birgittas hus i Campo dei Fiori och ådragit sig svåra krosskador, bland annat blev han förlamad i ena handen, och halt.
I Rom fungerade han förutom som huspredikant även som ansvarig för hushållets ekonomi och undervisade även Birgitta i latin. Han var även översättare av Birgittas översättare då Petrus av Alvastra inte var tillhands. Hur stor andel i arbetet Petrus av Skänninge utfört är osäkert. Enligt Alfonso Pechas, en spansk präst som vistades i hushållet skall dock Petrus av Skänninge hjälpte henne att skriva ner tidegärden till Marias ära enligt ängelns uppenbarelse.
Efter Birgittas död fick Petrus av Skänninge tillsammans med Petrus av Alvastra uppgiften att skriva ned hennes biografi. Han deltog därefter från januari 1374 tillsammans med denne och barnen Katarina och Birger i hemförandet av Birgittas kvarlevor. Efter sin hemkomst blev han utsedd till biktfader i Vadstena kloster, men hann aldrig tillträda ämbetet.
Petrus höll på att bli helgonförklarad. Dock kom reformationen emellan. Mirakel ska ha skett genom hans förbön. I relikskrinet i Vadstena finns reliker av honom.